# În numele tatălui
În numele tatălui este un film românesc din 2021 regizat de Vladimir Dembinski, după o proză scurtă de Andrei Panțu. Rolurile principale au fost interpretate de actorii Vlad Ivanov, Diana Cavallioti, Alin Florea.

## Prezentare
Într-un sat retras din Transilvania, Emma, fiica lui Iacob, trăiește alături de tatăl său într-o atmosferă rigidă, în care se simte captivă. Mama ei a dispărut acum câțiva ani dar Emma nu a renunțat să spere că aceasta se va întoarce la un moment dat. Când, cu câteva zile înainte de Paște, i se pare că o observă pe mama dispărută în mulțime, Emma îl confruntă pe Iacob, care o convinge că totul a fost o închipuire, la fel și preotul satului, căruia i se confesează. Emma insistă totuși să afle adevărul despre dispariția mamei ei iar în relația sa cu Iacob se strecoară neîncrederea și suspiciunile.

## Distribuție
- Vlad Ivanov — Iacob
- Diana Cavallioti — Emma
- Alin Florea — preotul